# Вельге (гмина)
Вельге (пол. Wielgie) — сельская гмина (волость) в Польше, входит как административная единица в Липновский повет, Куявско-Поморское воеводство. Население — 6544 человека (на 2004 год).

## Сельские округа
1. Бентлево
2. Чарне
3. Черске-Румунки
4. Нова-Весь
5. Олешно
6. Пясечно
7. Плончин
8. Румунки-Тупадельске
9. Сурадувек
10. Сушево
11. Теодорово
12. Тупадлы
13. Вельге
14. Витково
15. Задушники
16. Закшево
17. Зловоды

## Соседние гмины
1. Гмина Добжинь-над-Вислой
2. Гмина Фабянки
3. Гмина Липно
4. Гмина Скемпе
5. Гмина Тлухово